# كانتون مترو كيتو
كانتون مترو كيتو (بالإنجليزية: Quito Canton)‏ هو كانتون في الإكوادور، يتبع مقاطعة بيتشينتشا، عاصمته كيتو.